# Comité para las Relaciones Culturales con los Países Extranjeros
El Comité para las Relaciones Culturales con los Países extranjeros (en coreano 대외문화련락위원회, y tranliterado al alfabeto latino Daeoe munhwaryeollak wiwonhoe) es un órgano cultural con sede en Corea del Norte que se encarga de controlar el desarrollo de una amplia área de eventos culturales enmarcados en las relaciones internacionales de Corea del Norte con varios países del mundo. Cuando funcionarios norcoreanos están en visitas de estado, incluso en encuentros de alto nivel, oficiales de este comité suelen estar presentes. Debido a esto, en la prensa occidental se les ha equiparado a comisarios políticos.